# Calce
Calce  est une commune française située dans le nord-est du département des Pyrénées-Orientales, en région Occitanie. Sur le plan historique et culturel, la commune est dans le Roussillon, une ancienne province du royaume de France, qui a existé de 1659 jusqu'en 1790 et qui recouvrait les trois vigueries du Roussillon, du Conflent et de Cerdagne.
Exposée à un climat méditerranéen, elle est drainée par l'Agly, le ruisseau de la Boule, Coume Clare et par un autre cours d'eau. La commune possède un patrimoine naturel remarquable : un site Natura 2000 (les « Basses Corbières ») et quatre zones naturelles d'intérêt écologique, faunistique et floristique.
Calce est une commune rurale qui compte 224 habitants en 2022, après avoir connu une forte hausse de la population depuis 1975.  Elle fait partie de l'aire d'attraction de Perpignan. Ses habitants sont appelés les Calcetais ou  Calcetaises.

## Géographie

### Localisation
La commune de Calce se trouve dans le département des Pyrénées-Orientales, en région Occitanie.
Elle se situe à 13 km à vol d'oiseau de Perpignan, préfecture du département, et à 9 km de Saint-Estève, bureau centralisateur du canton du Ribéral dont dépend la commune depuis 2015 pour les élections départementales.
La commune fait en outre partie du bassin de vie de Perpignan.
Les communes les plus proches sont : 
Cases-de-Pène (3,5 km), Baixas (4,6 km), Estagel (4,7 km), Tautavel (6,2 km), Montner (6,3 km), Espira-de-l'Agly (7,0 km), Corneilla-la-Rivière (7,1 km), Pézilla-la-Rivière (7,2 km).
Sur le plan historique et culturel, Calce fait partie de l'ancienne province du royaume de France, le Roussillon, qui a existé de 1659 jusqu'à la création du département des Pyrénées-Orientales en 1790 et qui recouvrait les trois vigueries du Roussillon, du Conflent et de Cerdagne.

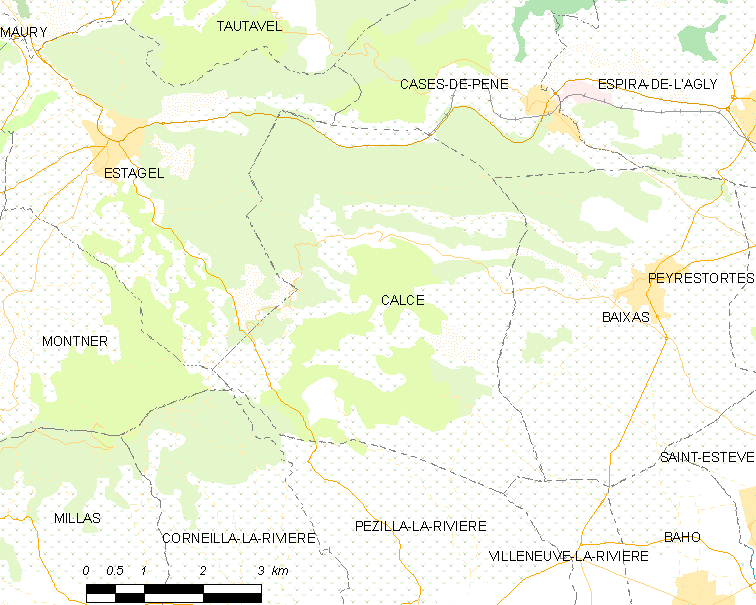
Situation de la commune.

| Estagel                                   | Cases-de-Pène      |                       |
| Montner                                   | Calce              | Baixas                |
| Corneilla-la-Rivière (par un quadripoint) | Pézilla-la-Rivière | Villeneuve-la-Rivière |

### Géologie et relief
La superficie de la commune est de 2 377 hectares. L'altitude varie entre 54 et 330 mètres.
La commune est classée en zone de sismicité 3, correspondant à une sismicité modérée.

### Hydrographie
- L'Agly, fleuve côtier qui se jette dans la mer Méditerranée[9].
- Le ruisseau de la Boule, long de 13,7 km[10].

### Climat
Pour des articles plus généraux, voir Climat de l'Occitanie et Climat des Pyrénées-Orientales.
En 2010, le climat de la commune est de type climat méditerranéen franc, selon une étude du CNRS s'appuyant sur une série de données couvrant la période 1971-2000. En 2020, Météo-France publie une typologie des climats de la France métropolitaine dans laquelle la commune est exposée à un climat méditerranéen et est dans la région climatique Provence, Languedoc-Roussillon, caractérisée par une pluviométrie faible en été, un très bon ensoleillement (2 600 h/an), un été chaud (21,5 °C), un air très sec en été, sec en toutes saisons, des vents forts (fréquence de 40 à 50 % de vents > 5 m/s) et peu de brouillards.
Pour la période 1971-2000, la température annuelle moyenne est de 14,3 °C, avec une amplitude thermique annuelle de 15,5 °C. Le cumul annuel moyen de précipitations est de 606 mm, avec 6,5 jours de précipitations en janvier et 3,1 jours en juillet. Pour la période 1991-2020, la température moyenne annuelle observée sur la station météorologique la plus proche, située sur la commune de Perpignan à 13 km à vol d'oiseau, est de 16,0 °C et le cumul annuel moyen de précipitations est de 578,3 mm,. Pour l'avenir, les paramètres climatiques de la commune estimés pour 2050 selon différents scénarios d’émission de gaz à effet de serre sont consultables sur un site dédié publié par Météo-France en novembre 2022.

### Milieux naturels et biodiversité

#### Réseau Natura 2000

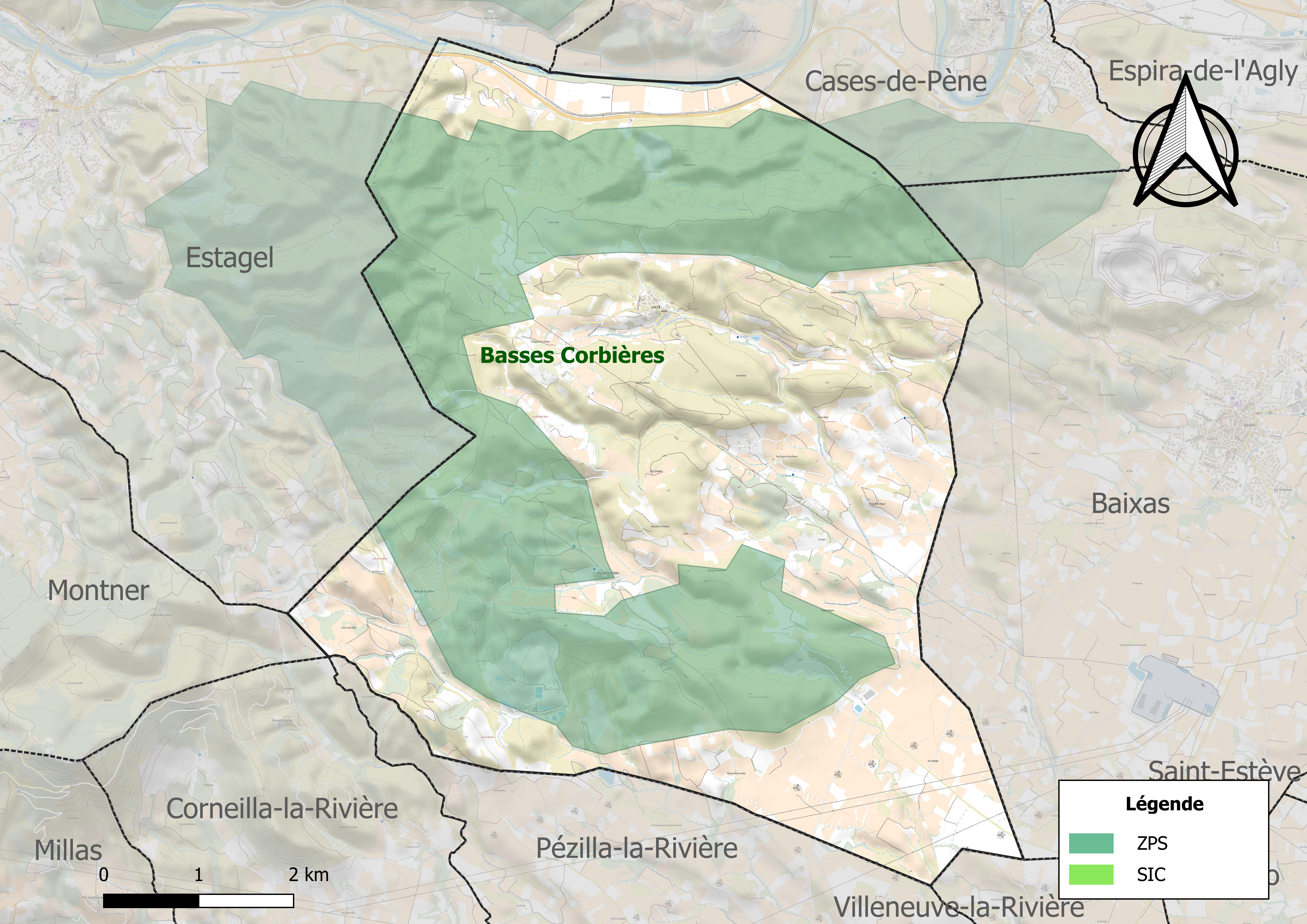
Sites Natura 2000 sur le territoire communal.

Le réseau Natura 2000 est un réseau écologique européen de sites naturels d'intérêt écologique élaboré à partir des directives habitats et oiseaux, constitué de zones spéciales de conservation (ZSC) et de zones de protection spéciale (ZPS).
Un site Natura 2000 a été défini sur la commune au titre  de la directive oiseaux : 0, d'une superficie de 29 495 ha, sont un site important pour la conservation des rapaces : l'Aigle de Bonelli, l’'Aigle royal, le 'Grand-duc d’Europe, le 'Circaète Jean-le-Blanc, le 'Faucon pèlerin, le 'Busard cendré, l’'Aigle botté.

#### Zones naturelles d'intérêt écologique, faunistique et floristique

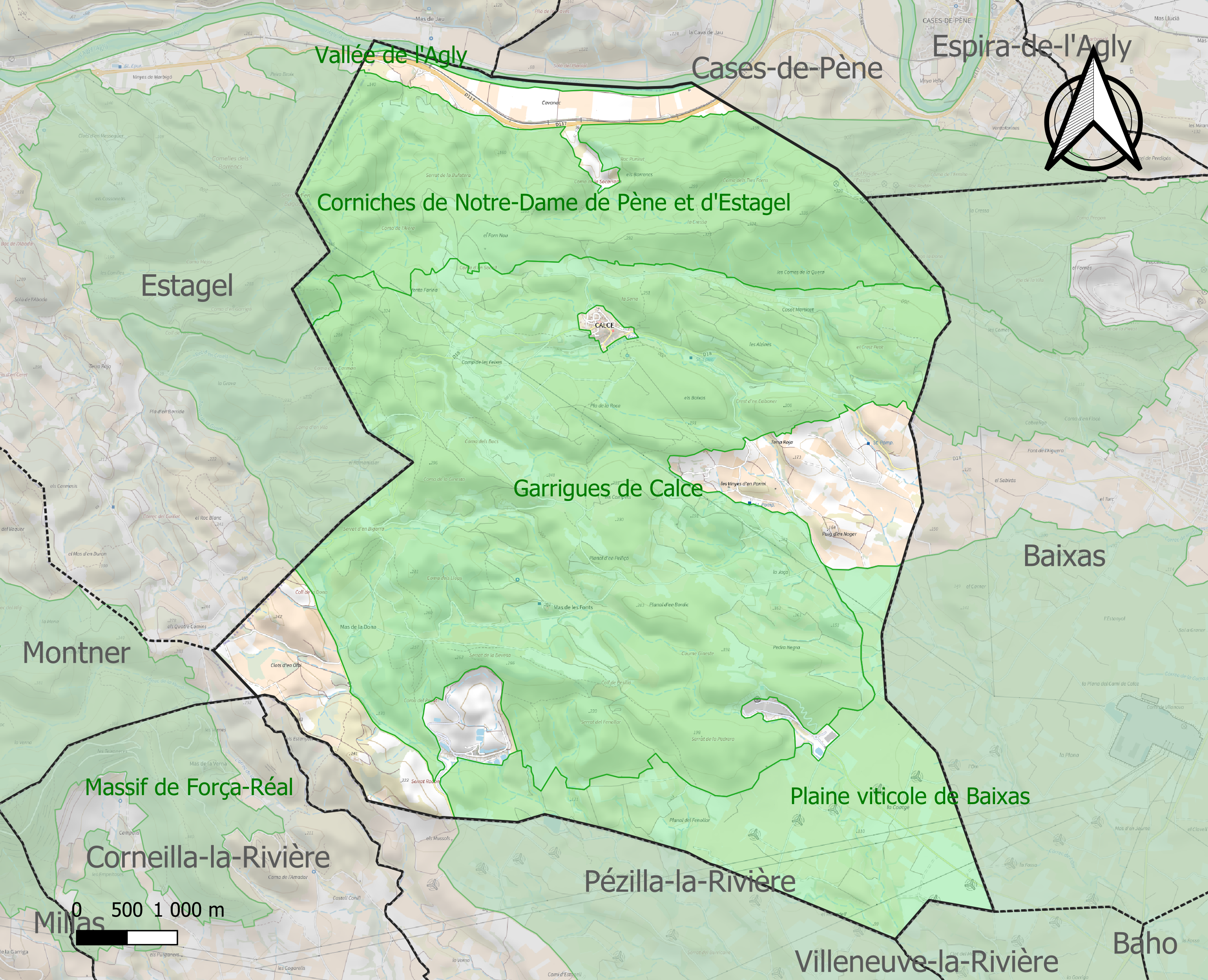
Carte des ZNIEFF de type 1 localisées sur la commune.

L’inventaire des zones naturelles d'intérêt écologique, faunistique et floristique (ZNIEFF) a pour objectif de réaliser une couverture des zones les plus intéressantes sur le plan écologique, essentiellement dans la perspective d’améliorer la connaissance du patrimoine naturel national et de fournir aux différents décideurs un outil d’aide à la prise en compte de l’environnement dans l’aménagement du territoire.
Quatre ZNIEFF de type 1 sont recensées sur la commune :
- les « corniches de Notre-Dame de Pène et d'Estagel » (1 112 ha), couvrant 4 communes du département[21] ;
- les « garrigues de Calce » (1 557 ha), couvrant 3 communes du département[22] ;
- la « plaine viticole de Baixas » (1 939 ha), couvrant 5 communes du département[23].
- la « vallée de l'Agly » (164 ha), couvrant 5 communes du département[24] ;

## Urbanisme

### Typologie
Au 1er janvier 2024, Calce est catégorisée commune rurale à habitat dispersé, selon la nouvelle grille communale de densité à sept niveaux définie par l'Insee en 2022.
Elle est située hors unité urbaine. Par ailleurs la commune fait partie de l'aire d'attraction de Perpignan, dont elle est une commune de la couronne,. Cette aire, qui regroupe 118 communes, est catégorisée dans les aires de 200 000 à moins de 700 000 habitants,.

### Occupation des sols
L'occupation des sols de la commune, telle qu'elle ressort de la base de données européenne d’occupation biophysique des sols Corine Land Cover (CLC), est marquée par l'importance des forêts et milieux semi-naturels (54,9 % en 2018), en diminution par rapport à 1990 (56,3 %). La répartition détaillée en 2018 est la suivante : 
milieux à végétation arbustive et/ou herbacée (54,9 %), cultures permanentes (38,4 %), zones agricoles hétérogènes (5 %), mines, décharges et chantiers (1,6 %). L'évolution de l’occupation des sols de la commune et de ses infrastructures peut être observée sur les différentes représentations cartographiques du territoire : la carte de Cassini (XVIIIe siècle), la carte d'état-major (1820-1866) et les cartes ou photos aériennes de l'IGN pour la période actuelle (1950 à aujourd'hui).

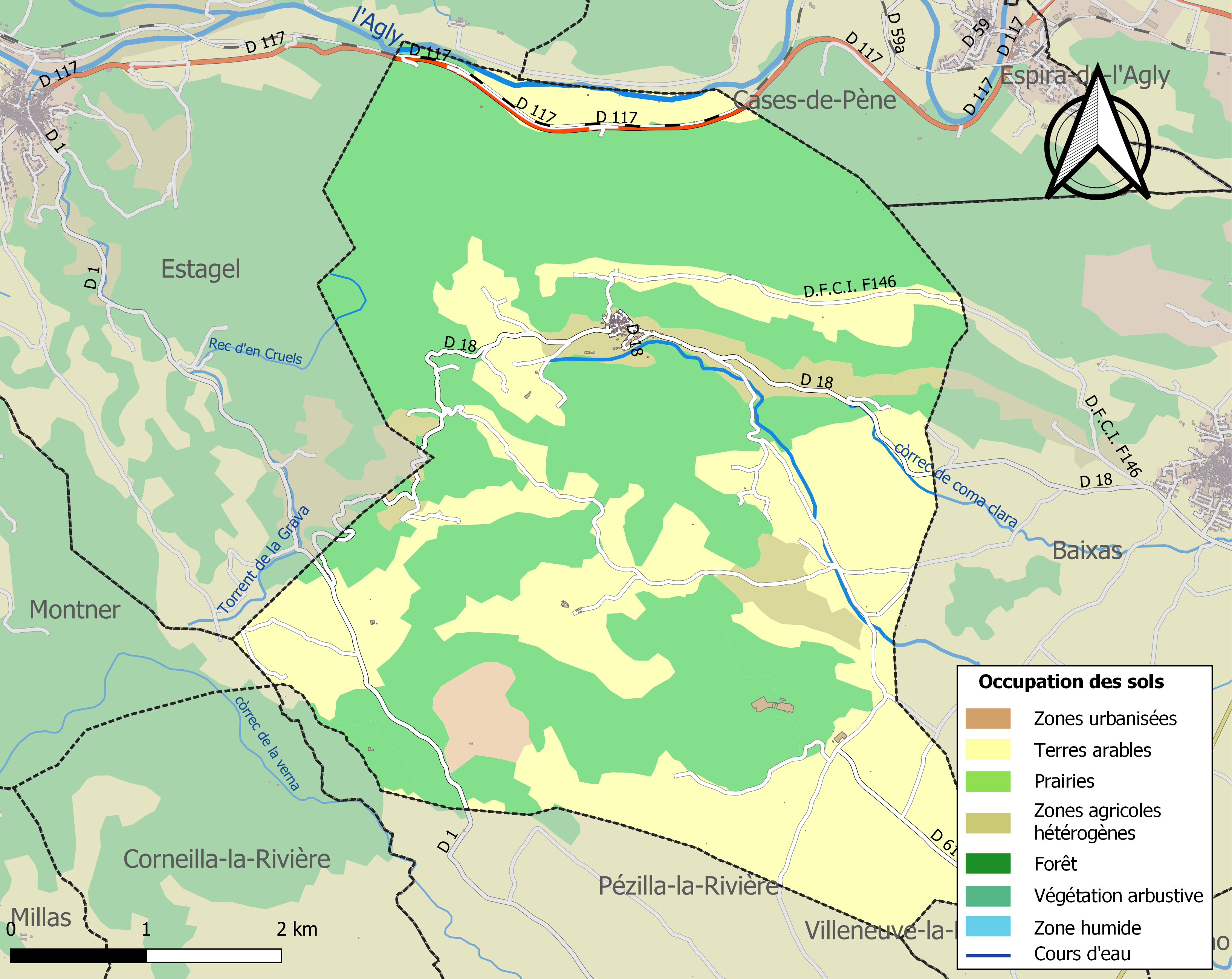
Carte des infrastructures et de l'occupation des sols de la commune en 2018 (CLC).

### Logement
En 2013, le nombre total de logements dans la commune était de 114.
Parmi ces logements, 86,8 % étaient des résidences principales et 13,2 % des logements vacants. Il n’y avait pas de résidences secondaires.
La part des ménages propriétaires de leur résidence principale s’élevait à 82,5 %.

### Voies de communication et transports
La ligne 18 du réseau urbain Sankéo relie la commune à la commune voisine de Baixas, permettant des correspondances vers Perpignan notamment.

### Risques majeurs
Le territoire de la commune de Calce est vulnérable à différents aléas naturels : inondations, climatiques (grand froid ou canicule), feux de forêts, mouvements de terrains et séisme (sismicité modérée). Il est également exposé à un risque technologique,  le transport de matières dangereuses, et à un risque particulier, le risque radon,.

#### Risques naturels
Certaines parties du territoire communal sont susceptibles d’être affectées par le risque d’inondation par crue torrentielle de cours d'eau des bassins de l'Agly et de la Têt.
Les mouvements de terrains susceptibles de se produire sur la commune sont soit des mouvements liés au retrait-gonflement des argiles, soit des glissements de terrains, soit des chutes de blocs, soit des effondrements liés à des cavités souterraines. Une cartographie nationale de l'aléa retrait-gonflement des argiles permet de connaître les sols argileux ou marneux susceptibles vis-à-vis de ce phénomène. L'inventaire national des cavités souterraines permet par ailleurs de localiser celles situées sur la commune.

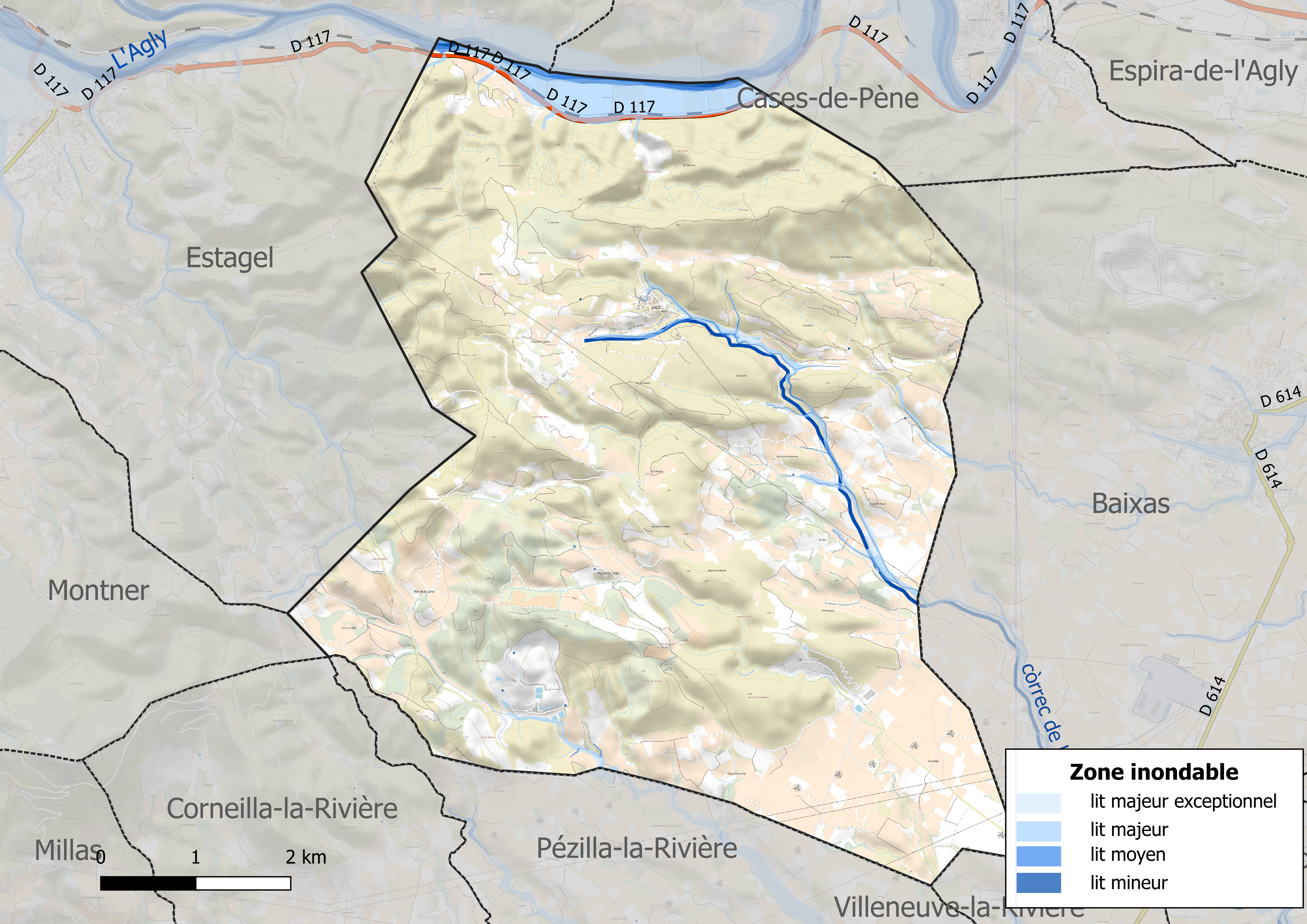
Carte des zones inondables.
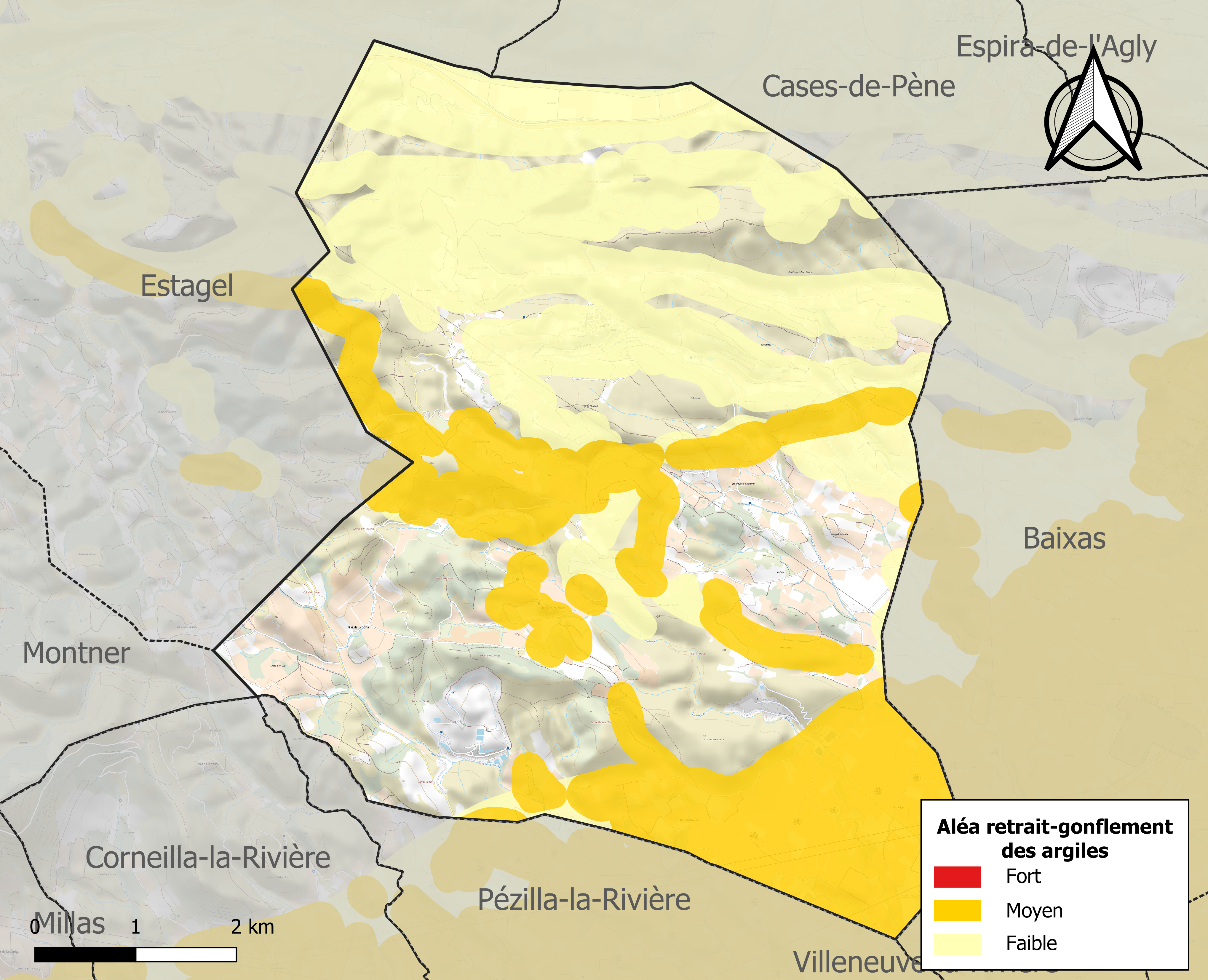
Carte des zones d'aléa retrait-gonflement des argiles.

#### Risques technologiques
Le risque de transport de matières dangereuses sur la commune est lié à sa traversée par une route à fort trafic. Un accident se produisant sur une telle infrastructure est en effet susceptible d’avoir des effets graves au bâti ou aux personnes jusqu’à 350 m, selon la nature du matériau transporté. Des dispositions d’urbanisme peuvent être préconisées en conséquence.
Dans le département des Pyrénées-Orientales, on dénombre sept grands barrages susceptibles d’occasionner des dégâts en cas de rupture. La commune fait partie des 66 communes susceptibles d’être touchées par l’onde de submersion consécutive à la rupture d’un de ces barrages.

#### Risque particulier
Dans plusieurs parties du territoire national, le radon, accumulé dans certains logements ou autres locaux, peut constituer une source significative d’exposition de la population aux rayonnements ionisants. Toutes les communes du département sont concernées par le risque radon à un niveau plus ou moins élevé. Selon la classification de 2018, la commune de Calce est classée en zone 3, à savoir zone à potentiel radon significatif.

## Toponymie
Le nom de la commune est Calce, en catalan comme en français.
Les anciennes formes du nom sont Calcenum (843) et Calcia (1312).
Le nom de Calce semble procéder d'un terme désignant la chaux, exploitée depuis toujours dans les environs par combustion de la roche calcaire.

## Histoire

### Deux lieux historiques se partagent le territoire de Calce
L'un concerne le village lui-même, dont le témoin primitif est la chapelle préromane, en ruines, de Saint-Paul-le-Vieux ; première mention du territoire de Calce en 843, comme jouxtant celui de Baixas.
L'autre est le château des Fonts, à 3 km environ du village, siège d'une seigneurie, dont le site est mentionné en 898 et 915. Une chapelle romane inscrite à l'inventaire des Monuments historiques y attend sa restauration.
En 1072, un acte juridique nomme la « villa » Calce : ce terme peut laisser supposer que Calce était habité. Les mentions de Calce sont plus nombreuses à partir du XIIIe siècle, et le château du village date de cette époque.
D'autres lieux-dits sont également d'intérêt historique :
- la Padrere, carrière de marbre exploitée au Moyen Âge, qui se niche aujourd'hui à proximité d'une usine aux allures futuristes ;
- à Cavanach enfin (vallée de l'Agly), une grange appartenait à l'abbaye de Jau, abbaye à vocation hospitalière située au col de Jau, dite aussi de Clariana.

Rappelons enfin que de nombreux toponymes, dont celui de Cavanach, témoignent d'une origine beaucoup plus ancienne que le Xe siècle. La plaine de Cavanach était traversée par la voie romaine du Fenouillèdes, qui franchissait l'Agly au gué de Sainte-Colombe (village disparu, situé à l'aplomb de l'ermitage N-D de Cases de Pene).
Les Fonts et le mas de la Dona étaient situés sur un chemin de transhumance, un cami ramader, très fréquenté dès le haut Moyen Âge, qui dirigeait les troupeaux de la Salanque au Conflent (vallée de Molitg).
Citons rapidement quelques grandes familles qui se succédèrent comme seigneurs tutélaires de Calce au fil des siècles.

### La famille de So
Tire son nom du lieu de SO dans le Donnezan, qu'elle avait reçu des mains de Jacques le conquérant en 1266. Le château de SO, aujourd'hui Usson, se dresse aujourd'hui encore fièrement au-dessus de ce village. À la suite d'un choix politique difficile entre roi d'Aragon et roi de Majorque, Calce sera vendu à la famille VERNYOLA, qui le gardera de 1370 à 1432.

### La famille du Vivier
À la mort sans héritier direct du dernier Vernyola, c'est un gendre qui en héritera, Pierre du Vivier. Cette famille assurera la tutelle du village de 1432 à 1665, et réunira sous son nom les fiefs de Calce, Maureillas et de Saint-Martin-du-Fenouillar.

### La famille d'Oms
Très ancienne famille catalane, alliée avec la famille del Vivier par mariage depuis 1630. C'est un cousin de la dernière héritière du Vivier, Thadée d'Oms, qui est déclaré héritier de Calce, après accord en 1665.
Antoine Thadée Pierre d'Oms, seigneur de Château Roussillon, Calce et Maureillas sera Viguier du Roussillon et du Vallespir en 1751.
Joseph Marie Augustin d'Oms meurt lors d'un duel à Perpignan, le 13 septembre 1789, pour soutenir l'honneur de sa compagne illégitime : Anne Antoinette, sa fille bâtarde d'une liaison tenue secrète, meurt en 1863 ; ses héritiers partageront le principal des propriétés de Calce entre 44 acquéreurs du village : la petite propriété rurale de Calce est née de ce démantèlement.

### La famille des Fonts
L'abbaye de Lagrasse gardera la suzeraineté de la seigneurie des Fonts de 1119 jusqu'à la Révolution.
Les titulaires en seront la famille des Fonts de 1270 à 1396, puis la famille de Pobols, originaire du Termenès, et plus précisément du château de Segure (près de Tuchan), dont les ruines demeurent bien visibles au sommet de cet ancien volcan.
Par stratégie maritale, cette seigneurie retombera entre les mains de la famille d'Oms, à savoir en 1777 Antoine Thadée d'Oms, le viguier du Roussillon.

## Politique et administration

### Canton
En 1790, la commune de Calce est incluse dans le canton de Pézilla puis, dès 1801, dans le canton de Rivesaltes. Elle est ensuite rattachée en 1985 au canton de Saint-Estève, qu'elle ne quitte plus par la suite.
À compter des élections départementales de 2015, la commune de Calce rejoint le nouveau canton du Ribéral.

### Administration municipale

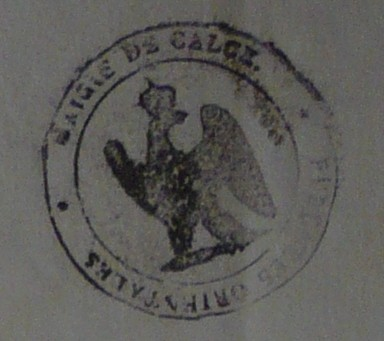
Sceau de la mairie de Calce en 1815.

### Liste des maires
| Période   | Période   | Identité              | Étiquette | Qualité |
| --------- | --------- | --------------------- | --------- | ------- |
|           |           |                       |           |         |
| ?         | 1815      | Gil Deluncle          |           |         |
| 1815      | ?         | Pierre Deluncle Vidal |           |         |
|           |           |                       |           |         |
| ?         | 2001      | Georges Gauby         |           |         |
| mars 2001 | mars 2014 | Paul Schramm          | DVG       |         |
| mars 2014 | En cours  | Bruno Valiente        |           |         |

## Population et société

### Démographie ancienne
La population est exprimée en nombre de feux (f) ou d'habitants (H).
| 1365 | 1378 | 1424 | 1470 | 1515 | 1709 | 1720 | 1730 | 1755 |
| ---- | ---- | ---- | ---- | ---- | ---- | ---- | ---- | ---- |
| 29 f | 30 f | 12 f | 9 f  | 8 f  | 11 f | 16 f | 24 f | 29 f |

| 1767  | 1774 | 1789 | 1790  | - | - | - | - | - |
| ----- | ---- | ---- | ----- | - | - | - | - | - |
| 128 H | 24 f | 26 f | 150 H | - | - | - | - | - |

Notes :
- 1365 : dont 11 f pour Las Fonts ;
- 1378 : dont 12 f pour Las Fonts ;
- 1424 : pour Las Fonts seulement.

### Démographie contemporaine
L'évolution du nombre d'habitants est connue à travers les recensements de la population effectués dans la commune depuis 1793. Pour les communes de moins de 10 000 habitants, une enquête de recensement portant sur toute la population est réalisée tous les cinq ans, les populations de référence des années intermédiaires étant quant à elles estimées par interpolation ou extrapolation. Pour la commune, le premier recensement exhaustif entrant dans le cadre du nouveau dispositif a été réalisé en 2006.

En 2022, la commune comptait 224 habitants, en évolution de +7,18 % par rapport à 2016 (Pyrénées-Orientales : +3,92 %, France hors Mayotte : +2,11 %).
| 1793 | 1800 | 1806 | 1821 | 1831 | 1836 | 1841 | 1846 | 1851 |
| ---- | ---- | ---- | ---- | ---- | ---- | ---- | ---- | ---- |
| 153  | 163  | 203  | 260  | 233  | 240  | 260  | 273  | 259  |

| 1856 | 1861 | 1866 | 1872 | 1876 | 1881 | 1886 | 1891 | 1896 |
| ---- | ---- | ---- | ---- | ---- | ---- | ---- | ---- | ---- |
| 230  | 249  | 226  | 268  | 284  | 301  | 265  | 247  | 263  |

| 1901 | 1906 | 1911 | 1921 | 1926 | 1931 | 1936 | 1946 | 1954 |
| ---- | ---- | ---- | ---- | ---- | ---- | ---- | ---- | ---- |
| 242  | 247  | 253  | 250  | 203  | 201  | 176  | 126  | 131  |

| 1962 | 1968 | 1975 | 1982 | 1990 | 1999 | 2006 | 2011 | 2016 |
| ---- | ---- | ---- | ---- | ---- | ---- | ---- | ---- | ---- |
| 150  | 135  | 116  | 124  | 161  | 185  | 214  | 219  | 209  |

| 2021 | 2022 | - | - | - | - | - | - | - |
| ---- | ---- | - | - | - | - | - | - | - |
| 220  | 224  | - | - | - | - | - | - | - |

| selon la population municipale des années : | 1968 | 1975 | 1982 | 1990 | 1999 | 2006 | 2009 | 2013 |
| Rang de la commune dans le département      | 144  | 153  | 163  | 147  | 144  | 140  | 140  | 143  |
| Nombre de communes du département           | 232  | 217  | 220  | 225  | 226  | 226  | 226  | 226  |

### Manifestations culturelles et festivités
- Fête patronale : 1er septembre[49] ;
- Fête communale : 25 janvier[49].

## Économie

### Revenus
En 2018, la commune compte 95 ménages fiscaux, regroupant 205 personnes. La médiane du revenu disponible par unité de consommation est de 20 870 € (19 350 € dans le département).

### Emploi
|                | 2008   | 2013   | 2018   |
| -------------- | ------ | ------ | ------ |
| Commune        | 11,9 % | 5,5 %  | 10,5 % |
| Département    | 10,3 % | 12,9 % | 13,3 % |
| France entière | 8,3 %  | 10 %   | 10 %   |

En 2018, la population âgée de 15 à 64 ans s'élève à 142 personnes, parmi lesquelles on compte 76,2 % d'actifs (65,7 % ayant un emploi et 10,5 % de chômeurs) et 23,8 % d'inactifs,. En  2018, le taux de chômage communal (au sens du recensement) des 15-64 ans est inférieur à celui du département, mais supérieur à celui de la France, alors qu'en 2008 il était supérieur à celui du département.
La commune fait partie de la couronne de l'aire d'attraction de Perpignan, du fait qu'au moins 15 % des actifs travaillent dans le pôle,. Elle compte 191 emplois en 2018, contre 183 en 2013 et 172 en 2008. Le nombre d'actifs ayant un emploi résidant dans la commune est de 96, soit un indicateur de concentration d'emploi de 199,8 % et un taux d'activité parmi les 15 ans ou plus de 62,4 %.
Sur ces 96 actifs de 15 ans ou plus ayant un emploi, 32 travaillent dans la commune, soit 33 % des habitants. Pour se rendre au travail, 87,5 % des habitants utilisent un véhicule personnel ou de fonction à quatre roues, 1 % les transports en commun, 5,2 % s'y rendent en deux-roues, à vélo ou à pied et 6,3 % n'ont pas besoin de transport (travail au domicile).

### Revenus de la population et fiscalité
Le nombre de ménages fiscaux en 2013 était de 94 et la médiane du revenu disponible par unité de consommation de 19 918 € contre 27 105 € en 2010.

### Emploi
En 2013, le nombre total d’emploi au lieu de travail était de 183.
Entre 2008 et 2013, la variation de l'emploi total (taux annuel moyen ) a été de + 1,2 %. En 2013, le taux d’activité de la population âgée de 15 à 64 ans s'élevait à 77,4 % contre un taux de chômage de 7,1 %.

### Entreprises et commerces
En 2015, le nombre d’établissements actifs était de quarante dont quinze dans l’agriculture-sylviculture-pêche, deux dans l'industrie, deux dans la construction, vingt dans le commerce-transports-services divers et un était relatif au secteur administratif.
Cette même année, huit entreprises ont été créées dont sept par des Auto-entrepreneurs.

## Culture locale et patrimoine

### Monuments et lieux touristiques
- Le château de Calce, situé au-dessus du village, partiellement ruiné, présente une enceinte rectangulaire et les restes d'un donjon de forme carrée, on date les vestiges du XIIe siècle, mais certaines de ses parties pourraient remonter au Xe siècle.
- L'église paroissiale Saint-Paul, datée du XVe siècle. L'édifice est référencé dans la base Mérimée et à l'Inventaire général Région Occitanie[50]. De nombreux objets sont référencés dans la base Palissy (voir les notices liées)[50].
- L'ancienne église Saint-Paul (XIIe et XIIIe siècles), aujourd'hui en ruines, il s'agit d'un édifice roman à nef unique et doté d'une abside en demi-cercle.
- L'église Sainte-Marie de Las Fonts (XIIe siècle), située à 2 km au sud de Calce. Las Fonts fut une paroisse à part entière au Moyen Âge et appartenait à l'Abbaye de Lagrasse. La petite église romane est aujourd'hui incluse dans le Mas de les Fonts, ancien château construit entre les XIIe et XVe siècles[51]. La Chapelle, le porche d'entrée, et l'enceinte avec sa poterne de l'Ancien château ont été inscrits au titre des monuments historiques en 1993[52].

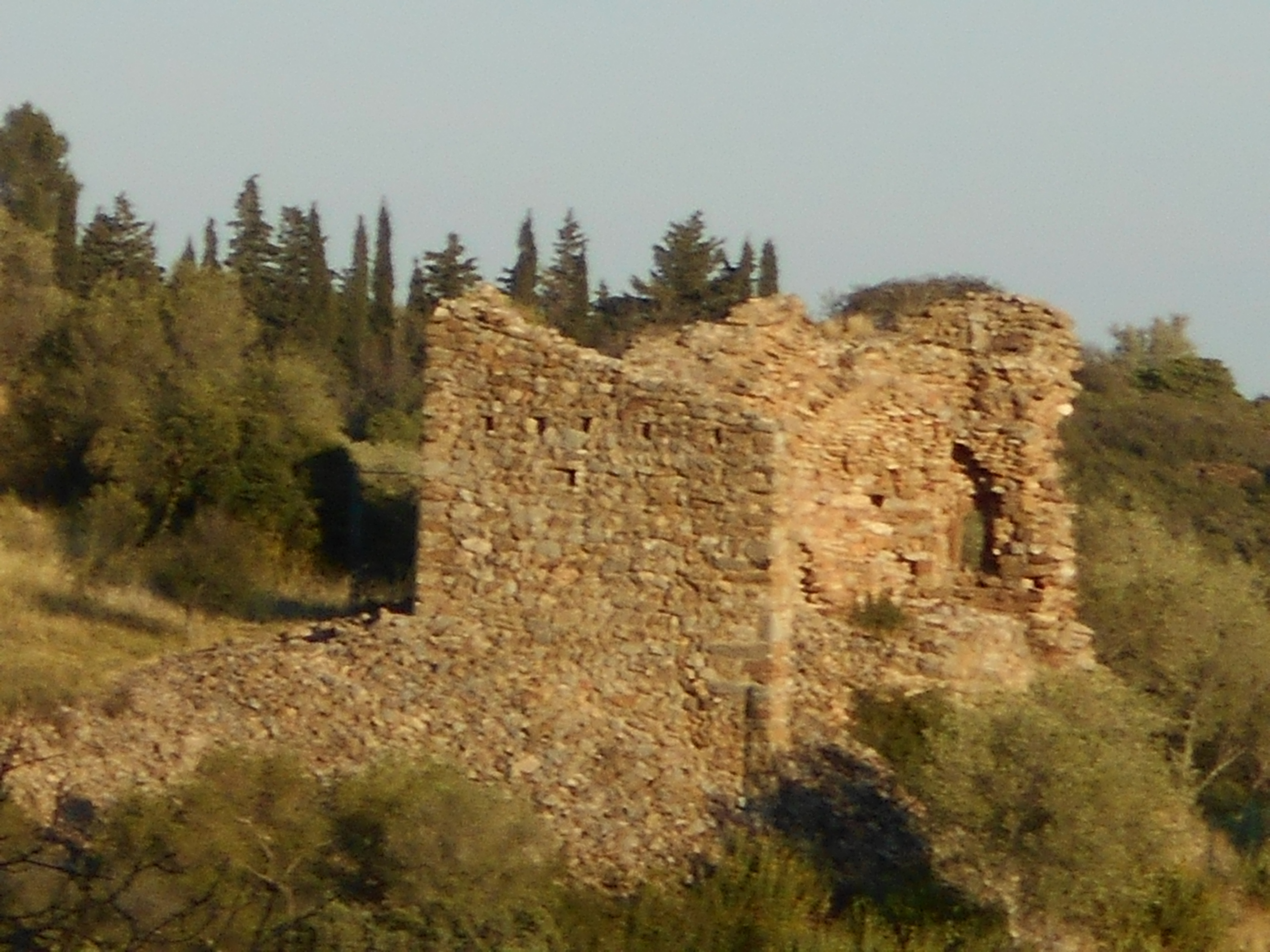
Ancienne église Saint-Paul de Calce
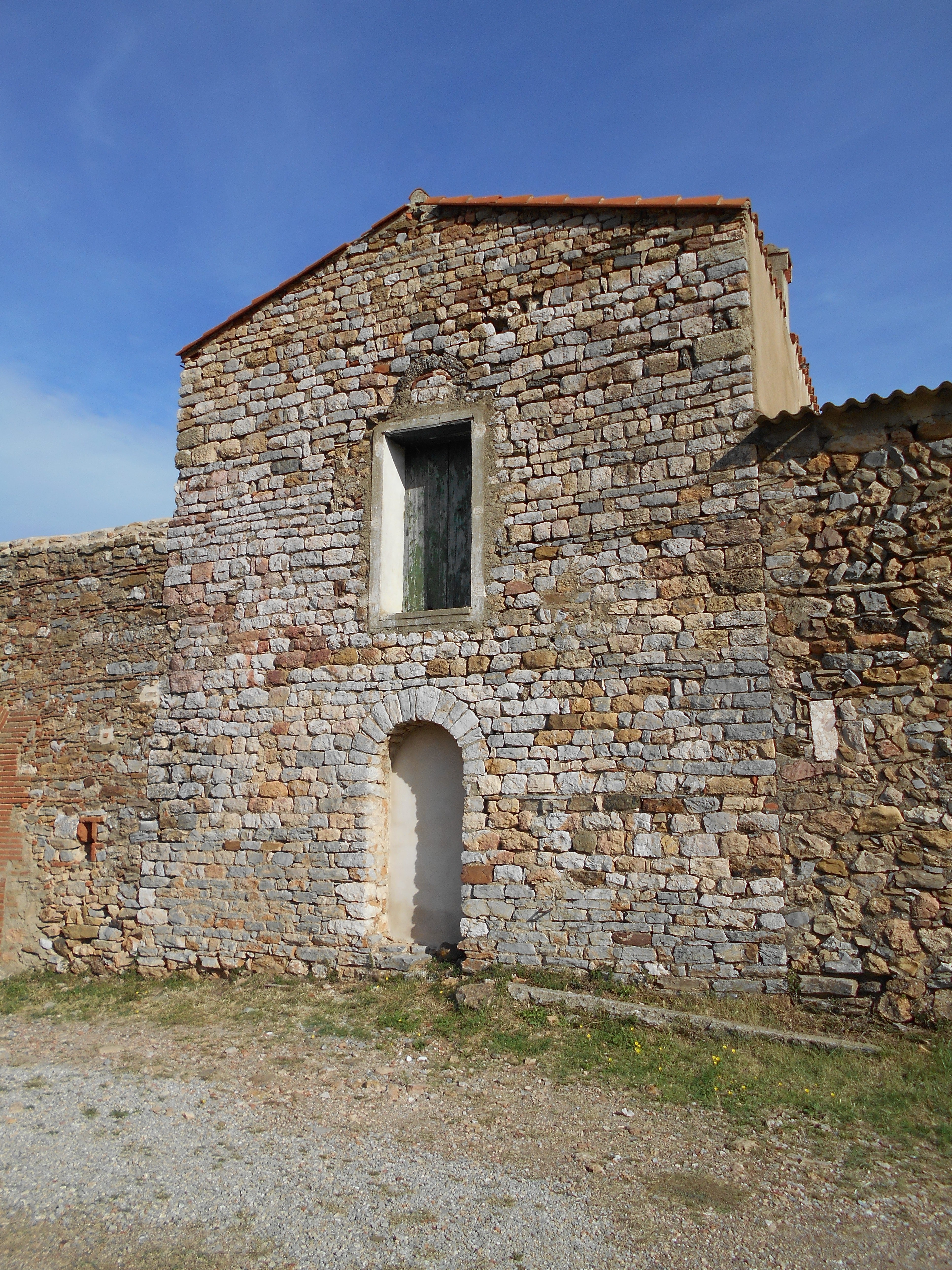
Église Sainte-Marie de Las Fonts
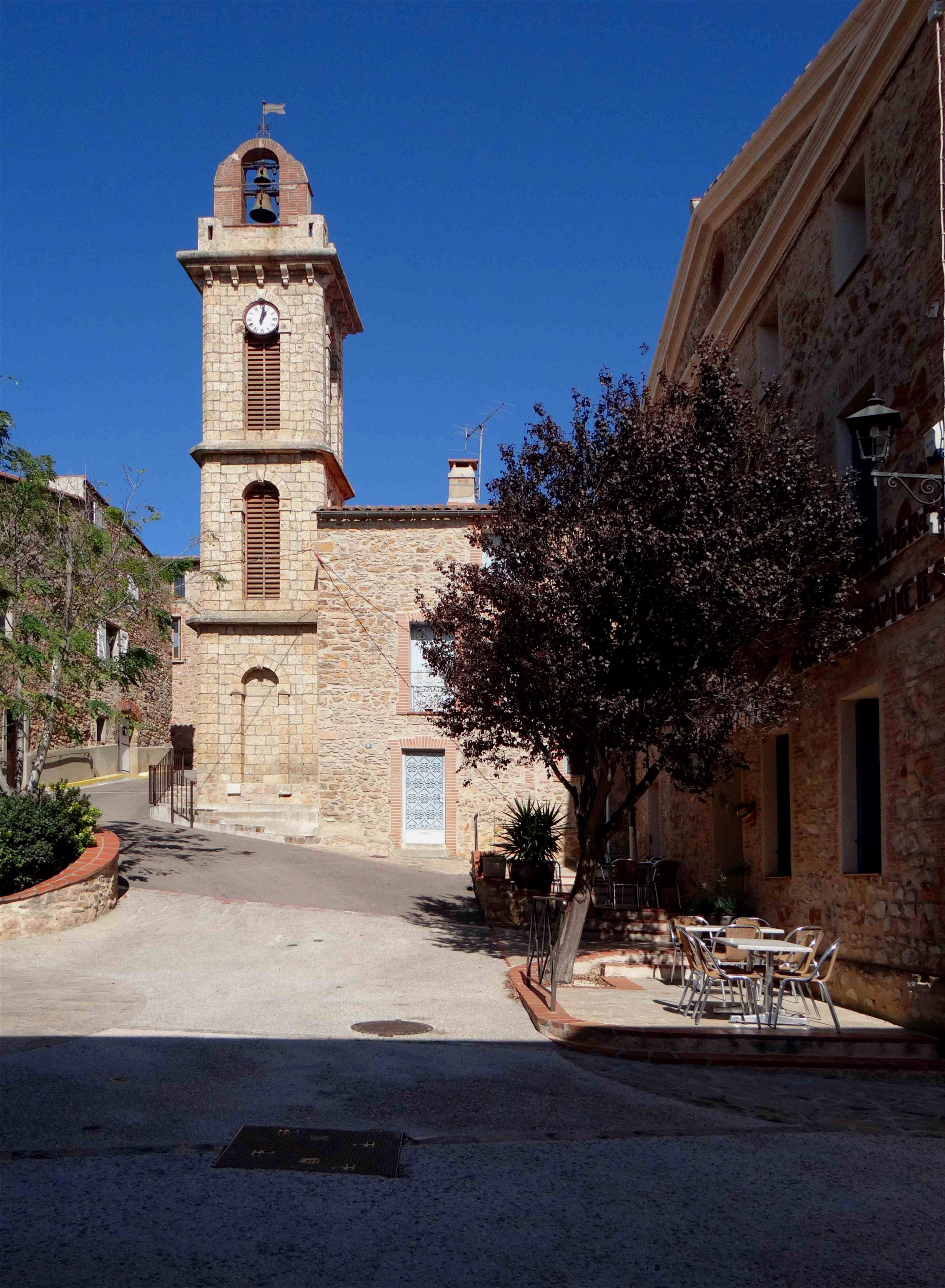
Église Saint-Paul de Calce

### Héraldique
| Blason de Calce | Blason  | De gueules au croissant versé d'or.              |
| Blason de Calce | Détails | Le statut officiel du blason reste à déterminer. |